# 第205裝甲旅 (以色列)
第205鐵拳裝甲旅（希伯來語：‎）是以色列国防军的後備部隊。此後，該旅持續參與以軍軍事行動，如六日戰爭及1982年黎巴嫩戰爭。目前部隊番號源自贖罪日戰爭。